# Lauri Kyöstilä
Lauri Kyöstilä (7 de mayo de 1896 – 23 de septiembre de 1984) fue un actor y cantante finlandés.

## Biografía
Su nombre completo era Lauri Viljo Kustaanpoika Kyöstilä, y nació en Helsinki, Finlandia. Antes de dedicarse al mundo del espectáculo, Kyöstilä fue saltador de natación, ganando en 1919 el campeonato de su país, y participando en los Juegos Olímpicos de Amberes 1920 y en los Juegos Olímpicos de París 1924.
Ya en su juventud, Kyöstilä formó parte del coro de la Ópera Nacional de Finlandia. Durante la Guerra de invierno y la Guerra de continuación, participó en diferentes eventos de entretenimiento, así como en cortometrajes relacionados con la actividad bélica. Trabajó en unos 35 largometrajes, el primero de ellos Helsingin kuuluisin liikemies (1934). Sin embargo, la mayor parte de sus papeles eran breves, como ocurrió en Tee työ ja opi pelaamaan (1936), Anja tule kotiin (1944), Jos oisi valtaa... (1941) y Helmikuun manifesti (1939), demostrando en esta última cinta sus habilidades como nadador.
Muchas de sus películas fueron producidas por Suomen Filmiteollisuus y por Fenno-Filmi. Además de su faceta como actor, Lauri Kyöstilä trabajó también como guionista junto a Jaakko Sola en la cinta Jos oisi valtaa... (1941).
Tras una corta carrera en el cine, Kyöstilä volvió a la música a finales de los años 1940. Aun así, hizo un último papel en el cine en la producción de Edvin Laine Akseli ja Elina (1970), a los 74 años de edad. 
Lauri Kyöstilä falleció en Helsinki en 1984, a los 88 años de edad.